# Yucca rostrata

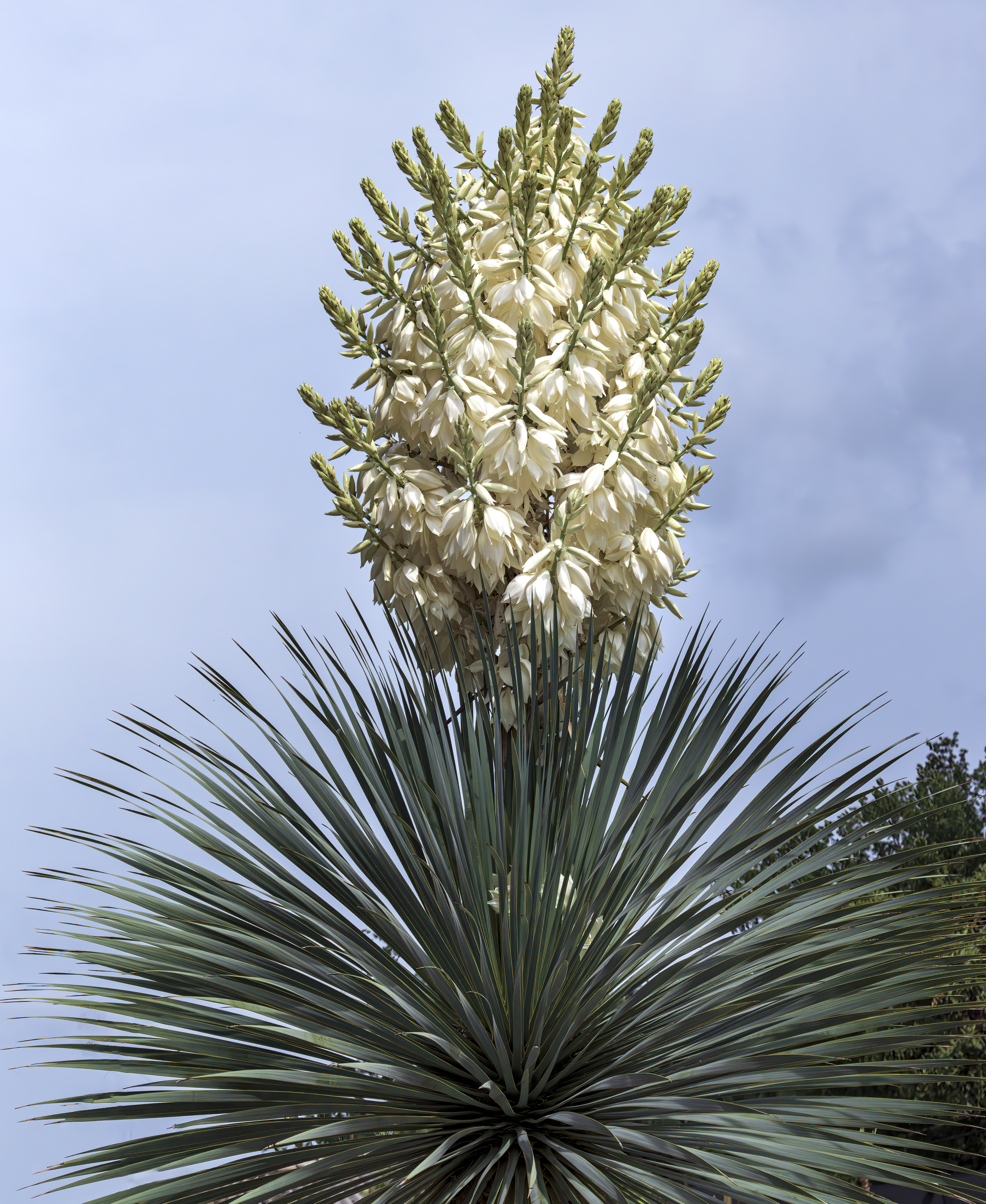
Infolrescenţă Yucca rostrata

Yucca rostrata este o specie de Yucca foarte cautată pentru ornamentul grădinilor de plante xerofite, datorită aspectului său, care amintește de deșerturile  nord - americane.